# Saint-Martin-des-Champs (Sena e Marne)
Saint-Martin-des-Champs é uma comuna francesa localizada na região administrativa da Île-de-France, no departamento Sena e Marne. A comuna possui 450 habitantes segundo o censo de 1990.